# Giorgos Fotakis
Giorgos Fotakis (grekiska: Γιώργος Φωτάκης), ibland stavat Georgios, född 29 oktober 1981, är en grekisk professionell fotbollsspelare som spelar som mittfältare för Panetolikos i den grekiska Superligan, Σούπερ Λίγκα Ελλάδα. 
Han har tidigare spelat för bland annat Larissa FC och Kilmarnock FC i Skottland.
Fotakis har spelat för det grekiska U21-landslaget och har även gjort tre framträdanden i Olympiska sommarspelen 2004.